# Al-Huwayz
Al-Huwayz al-Qibla (tiếng Ả Rập: الحويزالقبلي, còn được gọi là al-Huwayz hoặc Huweiz) là một ngôi làng ở miền bắc Syria nằm trong tiểu khu Qalaat al-Madiq của quận al-Suqaylabiyah ở tỉnh Hama. Theo Cục Thống kê Trung ương Syria (CBS), al-Huwayz al-Qibla có dân số 2.395 người trong cuộc điều tra dân số năm 2004. Cư dân của nó chủ yếu là người Hồi giáo Sunni.